# Мария Анна Саксонская (курфюрстина Баварии)
Мария Анна София Сабина Ангела Франциска Ксаверия, принцесса Польши и Саксонии (нем. Maria Anna Sophie Sabina Angela Franziska Xaveria, Prinzessin von Polen und Sachsen; 29 августа 1728, Дрезден — 17 февраля 1797, Мюнхен) — курфюрстина Баварии в 1747—1777 годах.

## Биография
Мария Анна была дочерью курфюрста Саксонии и короля Польши Августа III и австрийской эрцгерцогини Марии Йозефы, дочери императора Йозефа I. Рассматривалась как кандидатка в невесты Петра III. В 1747 году она выходит замуж за баварского курфюрста Максимилиана III Йозефа. Брак оказался бездетным, и старобаварская линия Виттельсбахов вместе со смертью Максимилиана Йозефа в 1777 году закончилась.
Особую роль в истории Баварии сыграла Мария Анна уже после смерти своего супруга. Его наследник, курфюрст Баварии и Пфальца Карл Теодор, не имевший никаких личных отношений к Баварии, после окончания войны за Баварское наследство, в 1785 году решил обменять Баварию на Австрийские Нидерланды. Мария Анна сообщила об этих планах королю Пруссии Фридриху II, который, опасаясь возможного усиления Австрийской империи, пригрозил войной и Австрии, и Баварии в случае осуществления этой интриги. Император Йозеф II, не желавший новой войны с Пруссией, отказался от плана присоединить Баварию и последняя сохранила свою независимость.

## Награды
- 9 марта 1748 года курфюрстине Марии Анне был пожалован Орден Святой Екатерины 1 степени[1].